# معاهدة لي-لوبانوف
معاهدة لي-لوبانوف أو المعاهدة السرية الصينية الروسية (بالصينية: 中俄密約)، (الروسية: Союзный договор между Российской империей и Китаем) كانت معاهدة سرية وغير متكافئة جرت في 3 يونيو 1896 في موسكو من قبل وزير الخارجية أليكسي لوبانوف روستوفسكي نيابة عن الإمبراطورية الروسية ونائب الملك لي هونغ تشانغ نيابة عن الصين. أدت المعاهدة وعواقبها إلى زيادة المشاعر المعادية للأجانب في الصين، والتي بلغت ذروتها في انتفاضة الملاكمين عام 1900.

## خلفية
في أعقاب معاهدة شيمونوسيكي التي أنهت الحرب الصينية اليابانية الأولى والتدخل الثلاثي، اضطرت الصين إلى دفع تعويضات كبيرة لإمبراطورية اليابان (230 مليون كوبينج تايل أي ما يعادل 8600 طن من الفضة). ولجمع الأموال اللازمة لهذه الدفعة، لجأت الصين إلى فرنسا وروسيا للحصول على قروض. استغل وزير المالية الروسي سيرجي ويت هذا الوضع، فأنشأ البنك الروسي الصيني، الذي كان خاضعًا لسيطرة الحكومة الروسية، ووافق على تسهيل القروض. 

## محتويات
في اجتماعه مع لي هونغ تشانغ في موسكو خلال مراسم تتويج القيصر نيكولا الثاني، وعد ويت بالحفاظ على سلامة الأراضي الصينية واقترح تحالفًا عسكريًا سريًا ضد أي عدوان مستقبلي محتمل من قبل إمبراطورية اليابان. في المقابل، يُسمح لروسيا باستخدام الموانئ الصينية لسفنها الحربية، وبناء خط سكة حديد روسي عبر هيلونغجيانغ وجيلين إلى فلاديفوستوك على ساحل المحيط الهادئ.  إلى جانب امتياز السكك الحديدية، حصل الأفراد والشرطة الروس على سلطة قضائية خارج الإقليم على أجزاء كبيرة من شمال شرق الصين والإذن بنشر قوات لحماية السكك الحديدية.  ولم يُسمح للصين أيضًا بالتدخل في تحركات القوات الروسية أو الذخائر، كما اضطرت إلى منح روسيا معدلات تعريفة جمركية مخفضة. لتجنب المشاكل الدبلوماسية مع القوى الكبرى الأخرى، أصر لي على منح الامتياز للبنك الروسي الصيني، بدلاً من منحه مباشرة للحكومة الروسية،  مما يجعل السكك الحديدية مشروعًا مشتركًا ظاهريًا، على الرغم من أنه في الواقع ممول بالكامل وخاضع لسيطرة روسيا.

## عواقب
كانت شروط المعاهدة بمثابة ضم شمال شرق الصين إلى روسيا في كل شيء إلا الاسم.  وبدلاً من حماية الصين من الطموحات الإقليمية اليابانية، فتحت المعاهدة الباب أمام المزيد من التوسع الروسي في شكل اتفاقية روسيا-تشينغ عام 1898، والتي أجبرت الصين بموجبها على تأجير الطرف الجنوبي من شبه جزيرة لياودونغ لروسيا والسماح بتمديد جنوبي لخط سكة حديد شرق الصين الروسي من شمال هاربين إلى مدينة ميناء داليان.  وقد أدت هذه الأحداث إلى تفاقم المشاعر المعادية للأجانب في الصين، والتي وصلت إلى ذروتها في انتفاضة الملاكمين عام 1900.

## ملحوظات
1. 1 2  Kowner، Rotem (2006). Historical Dictionary of the Russo-Japanese War. The Scarecrow Press. ص. 209–210. ISBN:0-8108-4927-5.

Kowner,  Historical Dictionary of the Russo-Japanese War, p. 209-210
2. ↑  Nish، Ian (2014). The Origins of the Russo-Japanese War. Routledge. ص. 31.
3. 1 2  Kowner، Rotem (2006). Historical Dictionary of the Russo-Japanese War. The Scarecrow Press. ص. 209–210. ISBN:0-8108-4927-5.Kowner, Rotem (2006). Historical Dictionary of the Russo-Japanese War. The Scarecrow Press. pp. 209–210. ISBN 0-8108-4927-5.

Kowner,  Historical Dictionary of the Russo-Japanese War, p. 209-210
4. ↑  Schumpeter، Elizabeth Boody (1940). The Industrialization of Japan and Manchukuo, 1930-1940. Taylor & Francis. ج. 8. ص. 382.

## قراءة إضافية
- تشنغ، تيانفانج. تاريخ العلاقات الصينية الروسية (1957) ص 57-60.

- كاواكامي، كيوشي كارل. "الصراع الروسي الصيني في منشوريا". الشؤون الخارجية 8.1 (1929): 52-68.
- أوكويانوف، إيغور ف.ل. "المعاهدة الروسية الصينية الأولى لعام 1896" . المجلة الدولية للتاريخ الكوري 11 (2007): 151-177 ملخص .